# Sesimbra
Sesimbra est une petite ville (en portugais : vila) portugaise du district de Setúbal, dans la région de Lisbonne et la sous-région de la Péninsule de Setúbal, ayant environ 24 000 habitants, ainsi qu’une municipalité.

## Géographie
Sesimbra est limitrophe :
- au nord, d'Almada et de Seixal,
- au nord-est, de Barreiro,
- à l'est, de Setúbal,
- au sud et à l'ouest, de l'océan Atlantique.

L'embouchure du fleuve Sado, la Serra de Arrábida, le cap Espichel et la lagune d'Albufeira font partie du paysage naturel de Sesimbra.

## Subdivisions
La municipalité de Sesimbra groupe 3 paroisses (en portugais : freguesias) :
- Castelo
- Santiago
- Quinta do Conde

La ville de Sesimbra recouvre les deux paroisses de Castelo et de Santiago. La troisième paroisse, Quinta do Conde, a également le statut de ville (il s'agit d'une homonymie).

## Histoire
Le 15 août 1201 le For fut concédé aux habitants de Sesimbra, document royal qui met en pratique les droits et les devoirs.
Ce fut sous le règne de Denis Ier de Portugal, sixième roi de Portugal, que fut créé Ribeira de Sesimbra, petit village de pêcheurs, au bord de l'océan.
Le village s'est largement agrandi, et est devenu une ville à l'époque des Grandes découvertes portugaises.
Sesimbra est devenu un important port de construction navale et d'approvisionnement de navires.

## Démographie
| 1801  | 1849  | 1900  |
| ----- | ----- | ----- |
| 3 920 | 4 695 | 9 047 |

| 1930   | 1960   | 1981   |
| ------ | ------ | ------ |
| 13 276 | 16 837 | 23 103 |

| 1991   | 2001   | 2004   |
| ------ | ------ | ------ |
| 27 246 | 37 567 | 44 046 |

| 2011   | - | - |
| ------ | - | - |
| 49 500 | - | - |

## Patrimoine

### Historique

#### dans la paroisse de Castelo
- l'ensemble constitué par le sanctuaire de Notre-Dame du Cap Espichel, l'église de notre dame du cap (pt), l'ermitage de la mémoire, la maison des cierges (pt) et la maison de l'eau (pt) qui reçoit l'eau apportée par l'aqueduc du Cap Espichel.
- Château de Sesimbra.
- Église dite de Nossa Senhora do Castelo (pt).
- Site archéologique de Lapa do Fumo.
- Monument mégalithique de la Roça do Casal do Meio.

#### dans la paroisse de Santiago
- Fort de Santiago de Sesimbra près de la plage.
- Fort de São Teodósio da Ponta do Cavalo
- Chapelle dite Capela do Espírito Santo dos Mareantes (pt).
- Hospital do Espírito Santo dos Mareantes (pt).
- Maison de l'évêque (pt) dans la rue Antero de Quental.
- Église de Santiago (pt).
- Musée de l'océan, créé en 1987, situé sur la place Luís de Camões.
- Musée Municipal.
- Pilori (en portugais : pelourinho) de Sesimbra.

### Naturel
- Grotte du Zambujal
- Plages (en portugais : praias) de Sesimbra : praia do Meco (elle-même subdivisée en trois plages : praia das Bicas, praia do Moinho de Baixo, et praia da Foz), praia da lagoa de Albufeira, praia da Califórnia et praia do Ouro.

## Fêtes et pèlerinages

### Fête municipale
La fête municipale se déroule le 4 mai, en l'honneur du Seigneur Jesus das Chagas.
En 1534, l'épouse de Henri VIII d'Angleterre, Reine d'Angleterre, ordonna que soient jetées à la mer toutes les images sacrées à cause des luttes religieuses d'alors.
On dit que cela aurait été le début de la légende et de la croyance en le Seigneur Jesus das Chagas. Mais
l'océan a d'étranges caprices et l'image de Jésus crucifié, apparut sur la plage de Sesimbra.
Le peuple depuis lors nomma le Seigneur Jesus das Chagas patron des pêcheurs et du peuple de Sesimbra.
Cette dévotion est vive depuis plus de 500 ans, et les habitants de Sesimbra rendent hommage à leur protecteur chaque année le 4 mai, et une procession part de l'église de Santiago.

### Autres
Le 31 mai est commémoré le jour du pêcheur. Cet évènement festif est prolongé de plusieurs jours par diverses initiatives. Il est possible de s'en informer sur la page d'informations de la chambre municipale. Il y a également un monument au pêcheur.
Depuis quelques années, du 25 au 28 juillet, se déroule un festival de Samba "mega samba" qui regroupe de nombreux artistes dont Jojo.

## Personnalités liées à la ville
- Sebastião Rodrigues Soromenho (1560-1602), explorateur portugais, y est né.

## Jumelages
Sesimbra est jumelée avec Granville dans le cadre du douzelage depuis 1991.